# Zlatno (okres Zlaté Moravce)
Zlatno (Hongaars: Kisaranyos) is een Slowaakse gemeente in de regio Nitra, en maakt deel uit van het district Zlaté Moravce.
Zlatno telt 231 inwoners.